# Жница (марки Португалии)
«Жница» (порт. Ceres — Церера) — филателистическое название широко известной серии стандартных почтовых марок Португалии с изображением римской богини земледелия Цереры, выпускавшейся с некоторыми изменениями с 1912 года и бывшей в обращении в Португалии и её колониях в 1912—1945 годах.

## История и описание
Марки типа «Жница» стали первыми оригинальными почтовыми марками, эмитированными после провозглашения Португальской Республики, придя на замену миниатюр с изображением короля Мануэла II, на которых в 1910—1911 годах была сделана надпечатка слова «República» («Республика»).
Выполненный по рисунку художника Константино де Собрала Фернандеса (Constantino de Sobral Fernandes; 1867—1920) и выгравированный гравёром Хосе Серхио де Карвальо и Силва (José Sérgio de Carvalho e Silva), рисунок посвящён богине Церере, которая изображена стоящей и смотрящей вперёд, с серпом в одной руке и снопом — в другой. На марках имеются надписи: «REPUBLICA PORTUGUESA» («Португальская Республика») и «CORREIO» («Почта»). Они были изготовлены типографским способом португальским монетным двором.
Серия печаталась в период с 16 февраля 1912 года по 1931 год. За это время марки претерпели ряд изменений, включая следующие:
- 1918—1919 — надпечатка новых номиналов;
- 1929 — надпечатка «Revalidado» («Вновь действительна для оплаты»)[3];
- 1930 — перегравировка Арнольдо Фрагосо (Arnoldo Fragoso).

Серия 1926 года была выполнена литографским способом, выгравирована гравёром Эуфенио Карло Альберто Меронди (Eufénio Carlo Alberto Merondi) и отпечатана британской фирмой De La Rue. Фамилии авторов не были напечатаны на марках этой серии.
Марки типа «Жница» были выведены из обращения 30 сентября 1945 года, поскольку в 1943 году им на замену вышла серия стандартных марок типа «Каравелла».
Всего было издано 157 почтовых марок в 234 вариантах (различия в цвете, разновидности по бумаге и вспомогательные выпуски).

## Колониальные выпуски
Марки серии «Жница» также выходили для португальских колоний. Такие марки колониального типа были выполнены по принципу универсального типа рисунка с основной печатной формы, при этом номиналы и название колонии впечатывались с помощью отдельной печатной формы для чёрной краски.
Однако в обращении на Азорских островах и Мадейре использовались почтовые знаки типа «Жница», на которых название архипелага было не впечатано в специально отведённое поле в нижней части марок, а наносилось в виде надпечатки посредине рисунка португальских марок из этой серии. В 1928 году для Мадейры были эмитированы почтовые марки, напечатанные способом глубокой печати, с номиналами, выполненными типографским способом. Марки были изготовлены типографией «Перкинс Бэкон» в Лондоне.

Почтовые марки серии «Жница» для различных колоний Португалии
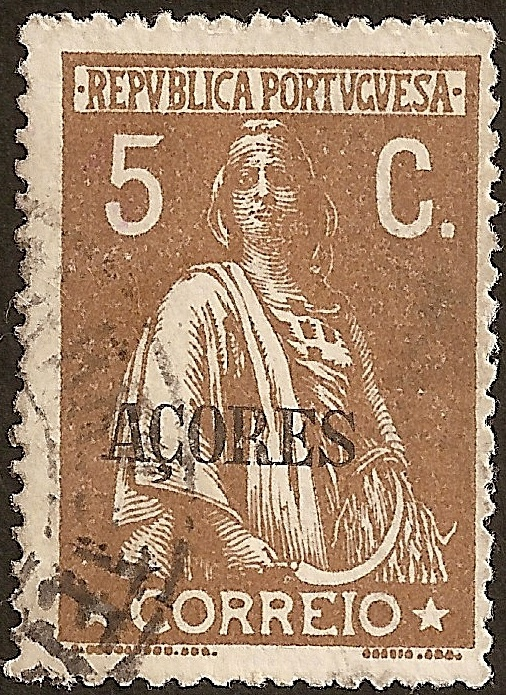
Азорские острова: 1918 (надпечатка названия колонии)
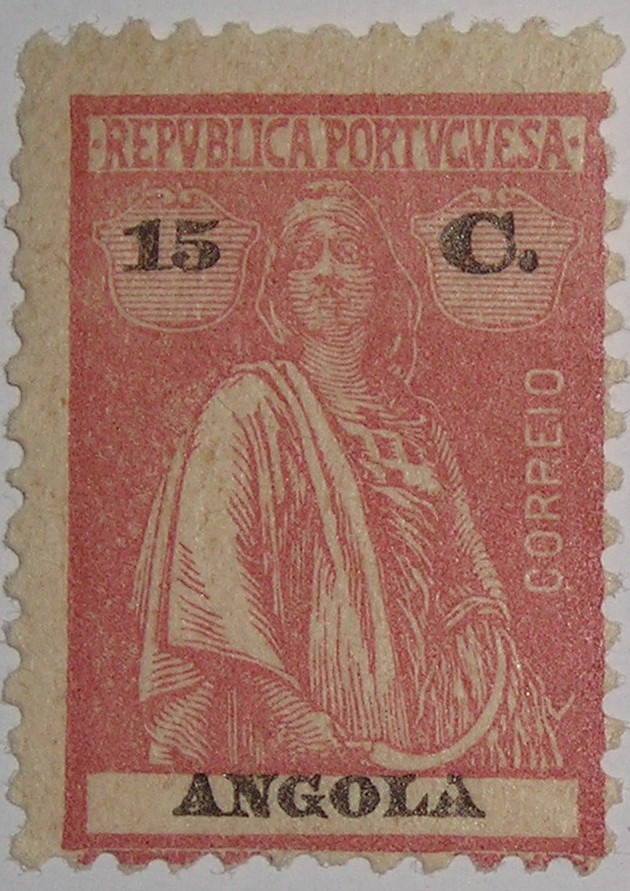
Ангола: 1921
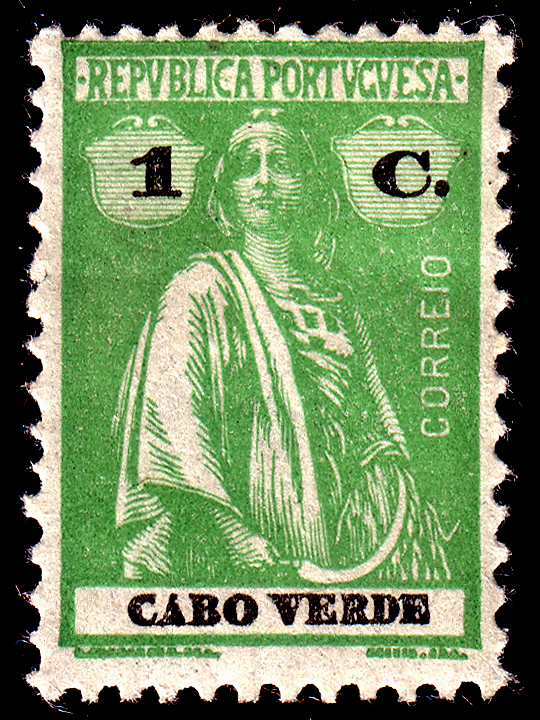
Кабо-Верде: 1922
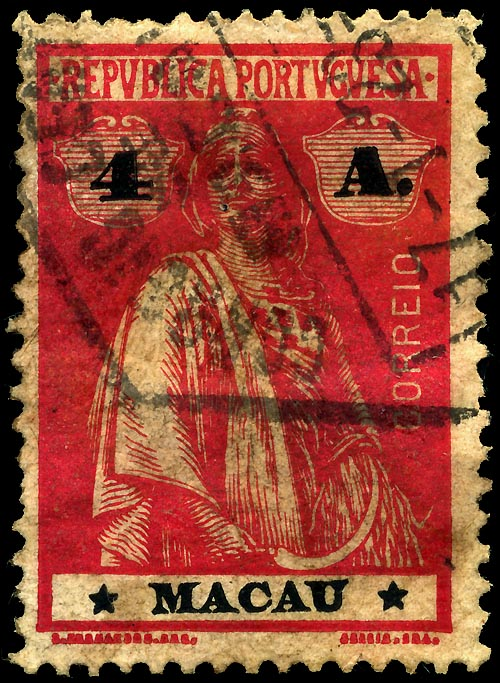
Макао: 1913
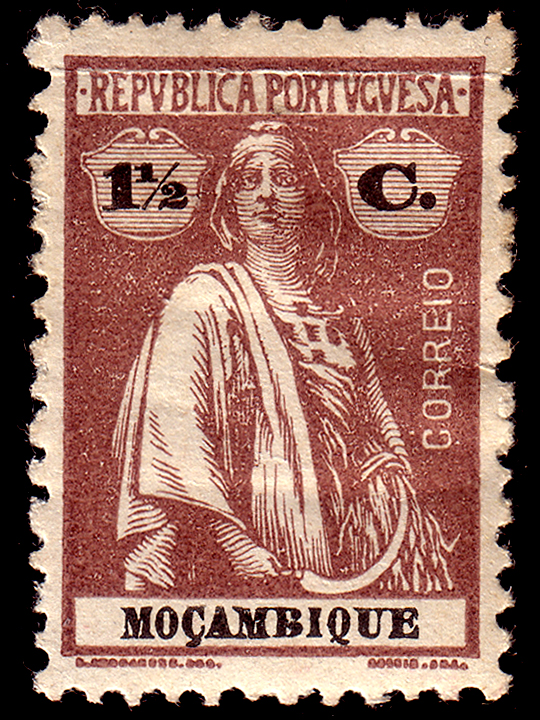
Мозамбик: 1914
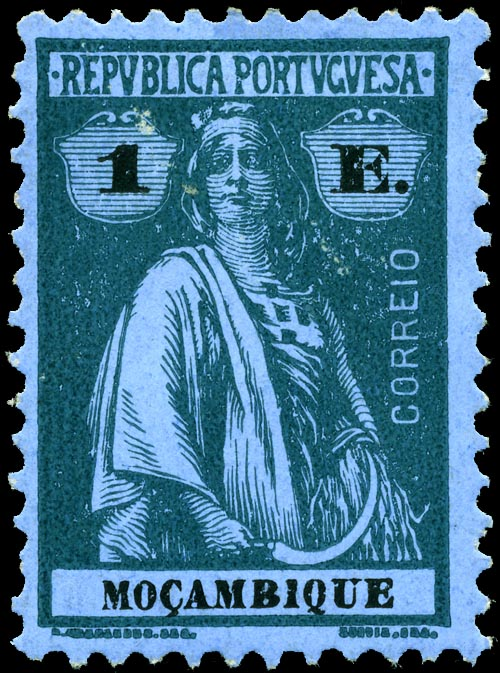
Мозамбик: 1921
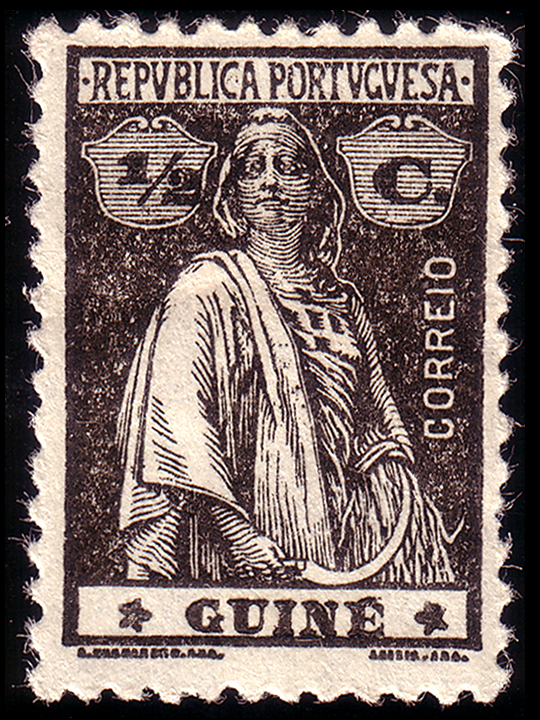
Португальская Гвинея: 1914
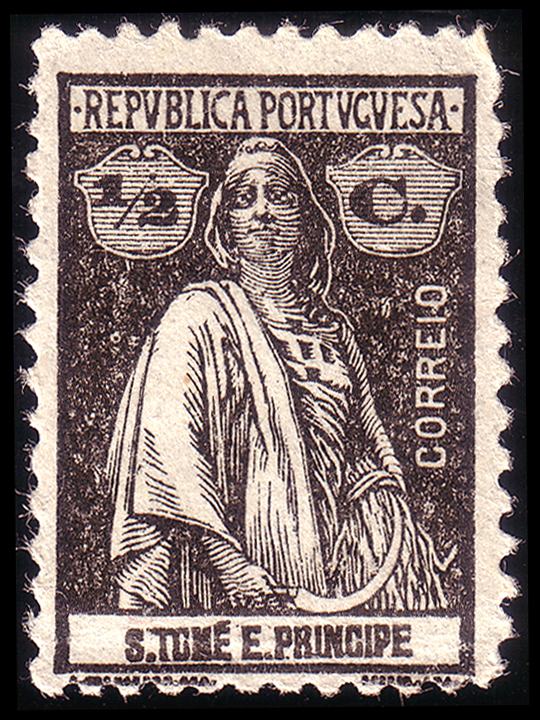
Сан-Томе и Принсипи: 1914

## Память
В 2010 году к столетнему юбилею со дня выхода первых марок с изображением римской богини Цереры португальское почтовое ведомство подготовило памятную марку, которая гасилась специальным почтовым штемпелем. Конверт с юбилейной маркой и спецгашением распространялся на Всемирной филателистической выставке «Portugal 2010» в Лиссабоне в октябре того же года. Кроме того, по случаю этого события был издан картмаксимум с теми же маркой и спецгашением.